# Lamsiot
Lamsiot is een bestuurslaag in het regentschap Aceh Besar van de provincie Atjeh, Indonesië. Lamsiot telt 170 inwoners (volkstelling 2010).